# Hofanlage Nienburger Straße 13
Die Hofanlage Nienburger Straße 13 in Bassum-Neubruchhausen, 8 km östlich vom Kernort Bassum entfernt, wurde im 19. Jahrhundert gebaut.
Das Ensemble ist ein Baudenkmal in Bassum.

## Geschichte
Die Hofanlage besteht aus

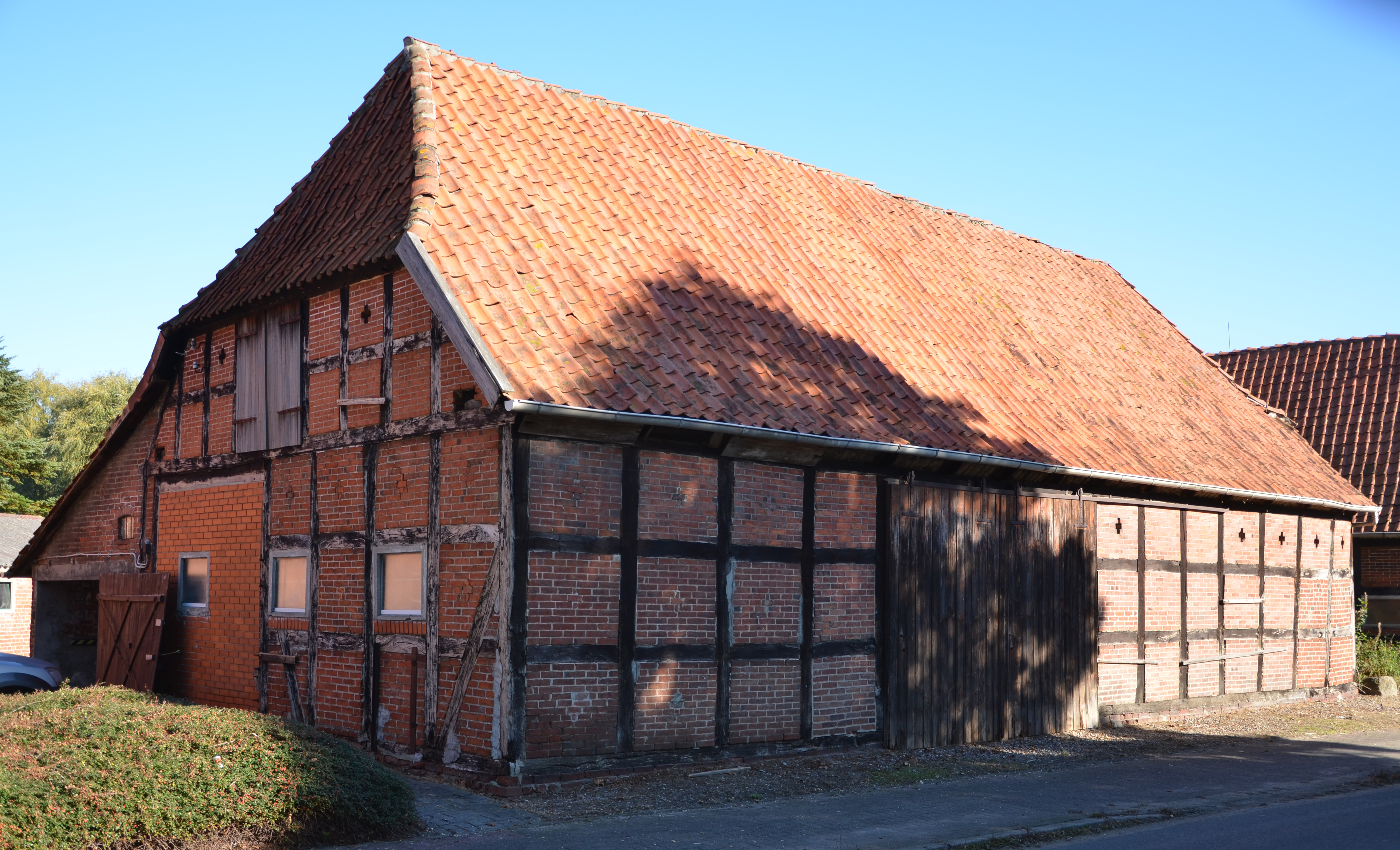
Scheune 1

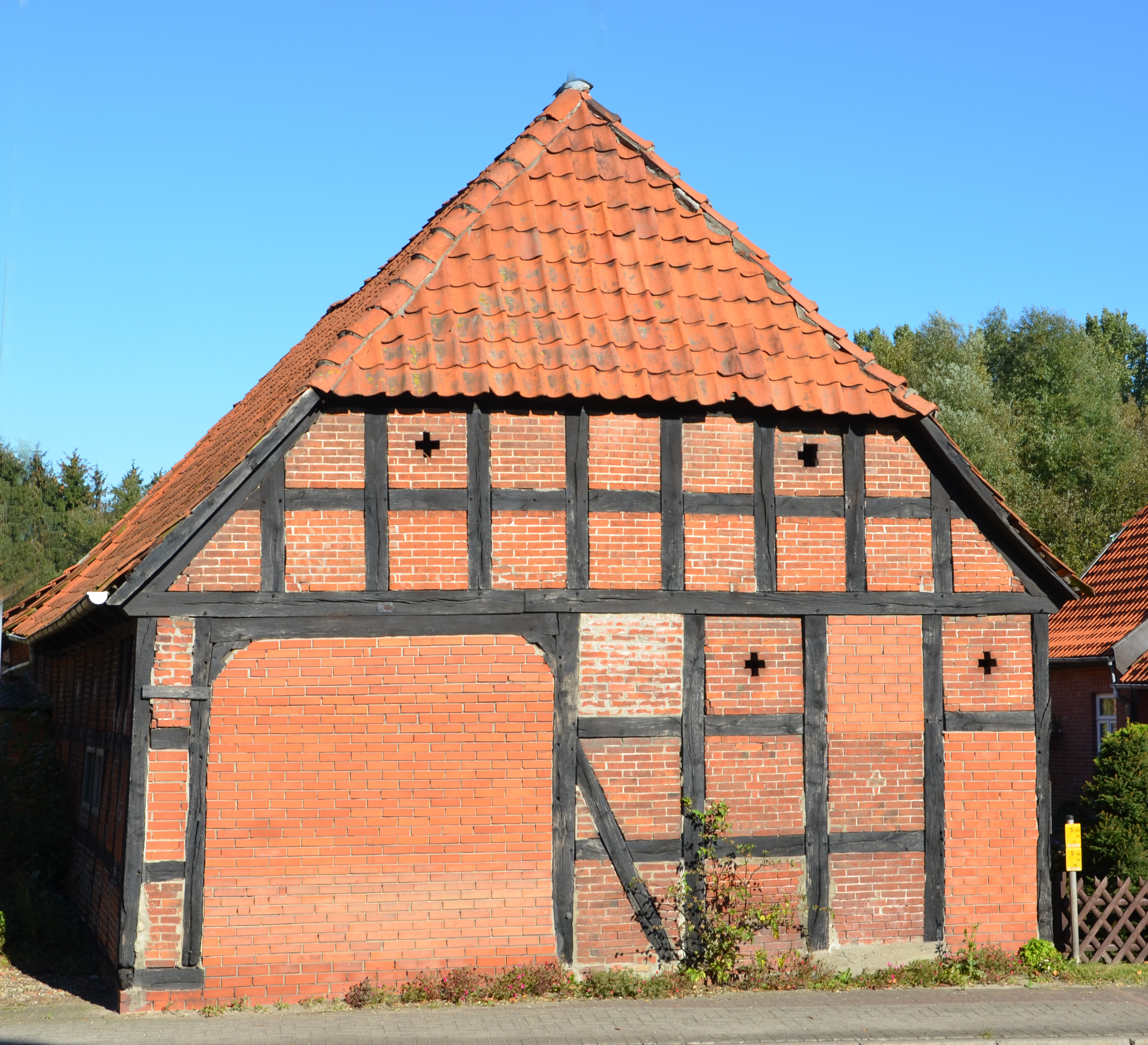
Scheune 2

- dem Wohn- und Wirtschaftsgebäude von 1859 als Zweiständer-Hallenhaus in Fachwerk mit Steinausfachungen und Krüppelwalmdach, für Familie Tinke gebaut, Inschrift im Giebelbalken und über der Grooten Door, gleichmäßiges Rasterfachwerk ohne sichtbare Diagonalen,
- der Scheune l in Fachwerk mit Steinausfachungen, Krüppelwalmdach sowie Quer- und Längsdurchfahrt
- der Scheune 2 in Fachwerk mit Steinausfachungen, Krüppelwalmdach und seitlicher Längsdurchfahrt
- den weiteren nicht denkmalgeschützten Nebengebäuden.

Auf dem Hof wurde eine Ferienwohnung eingerichtet.